# 10-й Кам'янець-Подільський укріплений район
10-й Кам'янець-Подільський укріплений район (10 УР, КПУР) — комплекс оборонних споруд, зведений у 1938 році в Україні.

## Будівництво
У 1938 році на радянському кордоні почалося зведення восьми нових укріпрайонів, зокрема й Кам'янець-Подільського. Ширина КПУРу по фронту становила 60 км, глибина оборонної смуги — 3—5 км. Загалом він мав 159 споруд.
31 травня 1939 року Комітет Оборони при РНК СРСР постановою № 137сс «Про план оборонного будівництва НКО на 1939 рік» затвердив добудову в Кам'янці-Подільському УР чотирьох вузлів оборони 2 типу, започаткованих 1938 року.
У другій половині 1939 року в КПУР із Летичівського УРу було переведено 39-й окремий кулеметний батальйон.
З встановленням нових державних кордонів по річці Сан і передгір'ях Карпат КПУР багато в чому втратив своє колишнє значення. Взимку 1939—1940 років відбувалося інтенсивне перекидання кадрів, механізмів та матеріалів на будівництво нового рубежу по лінії Любомль — Володимир-Волинський — Рава-Руська — Перемишль.
Частини УРу влітку 1940 року взяли участь у приєднанні Бессарабії до СРСР і першими увійшли до міста Хотин.

## Німецько-радянська війна
Після того як 5 липня 1941 року німці зайняли Шепетівку, а 7 липня Бердичів, погрожуючи таким чином тилам Південного фронту (ПФ), Ставка Головного Командування наказала командувачу військ Південного фронту:
З Кам'янця-Подільського УРу зняти озброєння та обладнання на посилення оборони коридору між Летичевським та Могилів-Ямпольським УРами на ділянці Копайгород, Ольховець.
Результатом цього стала директива штабу ПФ та доповнення до неї, згідно з якими гарнізон КПУР разом із 189-ю стрілецькою дивізією мали прикривати відхід головних сил 18-ї армії та відводитися в останню чергу. Перед залишенням укріпрайону гарнізону наказувалося зробити руйнування всього, що не можна було забрати.
Під час залишення УР з нього було вивезено 300 станкових кулеметів та двадцять два 76-мм гармати. Крім того, було знищено двадцять одну 76-мм гармату та п'ятдесят дев'ять 45-мм гармат. Відхід проводився без впливу супротивника, тому знищення військового майна викликало невдоволення Ставкою ВК .11 липня 1941 року укріпрайон був проведений угорським військом без бою.
До кінця 15 липня 39-й та 148-й пульбати КПУР разом із 96-ю гірничострілецькою дивізією обороняли рубіж Копайгород — Володіївці. 31-й та 149-й пульбати знаходилися в районі Шпікова. 30 серпня 1941 року управління КПУРа було розформовано.

## Склад
- Управління УР
- 31-й окремий кулеметний батальйон
- 39-й окремий кулеметний батальйон
- 148-й окремий кулеметний батальйон
- 149-й окремий кулеметний батальйон
- 526-й окремий батальйон зв'язку
- 287-й окремий саперний батальйон
- 240-ва окрема автотранспортна рота
- 108-й польовий автохлібзавод

## Підпорядкування
| На дату    | Фронт                   | Армія       |
| ---------- | ----------------------- | ----------- |
| 22.06.1941 | Південно-Західний фронт | 12-та армія |
| 01.07.1941 | Південний фронт         | 18-та армія |
| 10.07.1941 | Південний фронт         | 18-та армія |
| 01.08.1941 | Південний фронт         | 18-та армія |

## Комеданти
- 1938 — Швигін, Ілля Іванович, комбриг
- липень — вересень 1938 — Астанін, Андрій Микитович, полковник,
- 1941 — Сафронов Семен Сергійович, полковник,